# Jason Peters
Jason Raynard Peters (* 22. Januar 1982 in Queen City, Texas) ist ein ehemaliger US-amerikanischer American-Football-Spieler. Er spielte in der National Football League (NFL) auf der Position des Offensive Tackles für die Buffalo Bills, die Philadelphia Eagles, die Chicago Bears, die Dallas Cowboys und die Seattle Seahawks.

## College
Peters besuchte die University of Arkansas und spielte für deren Mannschaft, die Razorbacks, College Football. Ursprünglich wurde er als Defensive Tackle rekrutiert, aber schon nach wenigen Einsätzen auf verschiedenen Positionen in der Defensive Line zum Tight End umfunktioniert, wobei er insgesamt vier Touchdowns erzielen konnte.

## NFL

### Buffalo Bills
Beim NFL Draft 2004 fand Peters keine Berücksichtigung, wurde jedoch von den Buffalo Bills später als Free Agent verpflichtet. In seiner Rookie-Saison kam er in den Special Teams sowie fallweise sowohl als Tight End als auch als Offensive Tackle zum Einsatz. Auch in der folgenden Spielzeit bekleidete er unterschiedliche Positionen, wurde aber mehr und mehr als Offensive Lineman aufgeboten. 2006 konnte er sich endgültig als Starting-Offensive Tackle etablieren, und 2007 wurde er erstmals in den Pro Bowl berufen. Im Sommer 2008 kam es zunehmend zu Querelen zwischen dem mit seinem Vertrag unzufriedenen Peters und den Bills. Er blieb der Vorbereitung teilweise fern, wurde mit Geldstrafen belegt, kam aber dann dennoch in 13 Spielen zum Einsatz und wurde wiederum in den Pro Bowl berufen.

### Philadelphia Eagles
2009 wechselte Peters zu den Philadelphia Eagles, die im Gegenzug ihre Draftrechte der ersten und 4. Runde des NFL Drafts 2009 sowie der 6. Runde 2010 an die Bills abtraten. Er dankte es seinem Team mit konstant guten Leistungen. Mit Ausnahme der Saison 2012, in der er verletzungsbedingt passen musste, wurde er bislang jedes Jahr in den Pro Bowl berufen. Nachdem sich Peters 2017 in der Saisonmitte das Kreuzband riss, konnte er 2018 wieder in allen 16 Spielen und 79 % der offensiven Snaps spielen. Am 11. März 2019 gaben ihm die Eagles trotz seines Alters von 37 Jahren einen Einjahresvertrag.

### Chicago Bears
Im August 2021 nahmen die Chicago Bears Peters unter Vertrag.

### Dallas Cowboys
Im September 2022 unterschrieb er bei den Dallas Cowboys.

### Seattle Seahawks
Vor dem 2. Spieltag der Saison 2023 nahmen die Seattle Seahawks Peters in ihren Practice Squad auf. Dort stand er bis zum Ende der Saison 2024 unter Vertrag, sein letztes NFL-Spiel bestritt er 2023. Im Februar 2025 beendete er seine Karriere, um eine Position im Front Office der Seahawks zu übernehmen.